# Anthonie Blocklandt van Montfoort
Anthonie Blocklandt van Montfoort (ook: Antony van Blokland) (Montfoort, 1533 of 1534 - Utrecht, 1583) was een Nederlands kunstschilder. Zijn achternaam verwijst naar de buurtschap Blokland bij Montfoort.

## Biografie
Anthonie Blocklandt van Montfoort was de zoon van een burgemeester van Montfoort. Hij ging in de leer bij Hendrick Sweersz. te Delft en bij Frans Floris te Antwerpen. In 1552 keerde hij terug naar Montfoort, waar hij trouwde met de dochter van de toenmalige burgemeester.
Blocklandt van Montfoort vestigde zich vervolgens te Delft, waar hij schilderijen leverde aan de Oude Kerk en de Nieuwe Kerk, die tijdens de beeldenstorm verloren zijn gegaan. Ook schilderde hij een werk voor de Sint-Janskerk te Gouda (De onthoofding van Sint-Jacob), dat zich thans in het museum aldaar bevindt.
In 1572 maakte Blocklandt een reis naar Italië, waarna hij zich voorgoed in Utrecht vestigde. Hij trad er in 1577 toe tot het gilde. In 1579 schilderde hij het drieluik Maria-Tenhemelopneming, dat tegenwoordig in de kerk van Bingen am Rhein hangt. Het is het voornaamste werk dat van Blocklandt bewaard is gebleven.
Volgens Carel van Mander schilderde Blocklandt naast Bijbelse taferelen ook mythologische onderwerpen en portretten. Hij schilderde in een vroeg-maniëristische stijl. Helaas zijn er maar weinig werken die aan de kunstenaar kunnen worden toegeschreven. Een ervan, Jozef verklaart de dromen van de Farao, hangt in het Centraal Museum te Utrecht.
Samen met de eveneens door Frans Floris opgeleide Joos de Beer is Blocklandt verantwoordelijk geweest voor de maniëristische richting die de Utrechtse schilders rond 1590 insloegen. Hij was ook de leermeester van de Delftse portretschilder Michiel Jansz. van Mierevelt.

## Werken
| Afbeelding             | Titel                                  | Land      | Plaats          | Museum                     |
| ---------------------- | -------------------------------------- | --------- | --------------- | -------------------------- |
|                        | Jozef verklaart de dromen van de farao | Nederland | Utrecht         | Centraal Museum            |
|                        | De opstanding van Christus             | Nederland | Utrecht         | Centraal Museum            |
|                        | Aanbidding der herders                 | Nederland | Amsterdam       | Rijksmuseum                |
| Maria-Tenhemelopneming | Maria-Tenhemelopneming                 | Duitsland | Bingen am Rhein | Basiliek van Sint Martinus |
|                        | Aphrodite ontwapent Eros               | Tsjechië  | Praag           | Nationale Galerie          |

- Biblioteca Nacional de España: XX912133
- Bibliothèque nationale de France: cb16692079n (data)
- Biografisch Portaal: 66546409
- Digitale Bibliotheek voor de Nederlandse Letteren: bloc024
- Gemeinsame Normdatei: 122384148
- International Standard Name Identifier: 0000 0001 1702 3098
- Nederlandse Thesaurus van Auteursnamen: 097830488
- RKD-Nederlands Instituut voor Kunstgeschiedenis: 9099
- Système universitaire de documentation: 236956779
- Union List of Artist Names: 500015653
- Virtual International Authority File: 122140964
- WorldCat: E39PBJbCMmJMmvftyFrWCmCqQq